# César Lucena
César Ricardo de Lucena, mais conhecido como César Lucena (Guarulhos, 6 de julho de 1980), é um ex-futebolista brasileiro que atuava como zagueiro. Atualmente, é auxiliar técnico no Sport.

## Carreira
O zagueiro César Lucena iniciou a carreira como jogador de futebol no Flamengo de Guarulhos, onde teve uma breve passagem nas categorias de base do clube. Logo em seguida se transferiu para a Portuguesa de Desportos, dando continuidade aos trabalhos de base. Em 1999, com 18 anos, voltou ao Flamengo-SP onde fez a tão sonhada estreia como atleta profissional.
Em 2006 César Lucena teve uma passagem pelo futebol grego fazendo uma excelente temporada, despertando assim, a vontade dos dirigentes do Asteras Tripolis em renovar o contrato do atleta por mais duas temporadas. Mas em meados de 2007, se transferiu para o Sport, fazendo a estreia com a camisa rubro-negra em 13 janeiro de 2007 contra a Cabense.
Em 2008 se transferiu para o Figueirense, sendo repatriado pelo Sport no mesmo ano. Ainda em 2008 foi pentacampeão estadual e campeão da Copa do Brasil, título que foi eleito como o mais importante na carreira do atleta.
Depois de Ficar 1 mês treinando no Arruda, em 11 de julho de 2012 foi contratado pelo Santa Cruz para a disputa da Brasileirão da Serie C 2012.
Em abril de 2013, acertou com o América Mineiro.
Em 2015, jogou o Campeonato Gaúcho pelo Novo Hamburgo.
Em 2016, encerrou a carreira no Aimoré, também do Rio Grande do Sul.

## Títulos
Sport
- Copa do Brasil: 2008
- Campeonato Pernambucano: 2007, 2008, 2009, 2010

Figueirense
- Campeonato Catarinense: 2008

Santa Cruz
- Copa Pernambuco de 2012